# 1854 en science
| Années de la science : 1851 - 1852 - 1853 - 1854 - 1855 - 1856 - 1857    |
| Décennies de la science : 1820 - 1830 - 1840 - 1850 - 1860 - 1870 - 1880 |

Cet article présente les faits marquants de l'année 1854 en science.

## Événements
- 30 janvier : l'astronome français Urbain Le Verrier est nommé à la direction de l'Observatoire de Paris[1].
- 6 février : le chimiste français Henri Sainte-Claire Deville communique à l'Académie des sciences son procédé de fabrication industrielle de l'aluminium[2].
- 10 février : le naturaliste français Isidore Geoffroy Saint-Hilaire fonde à Paris la Société zoologique d'acclimatation[3].

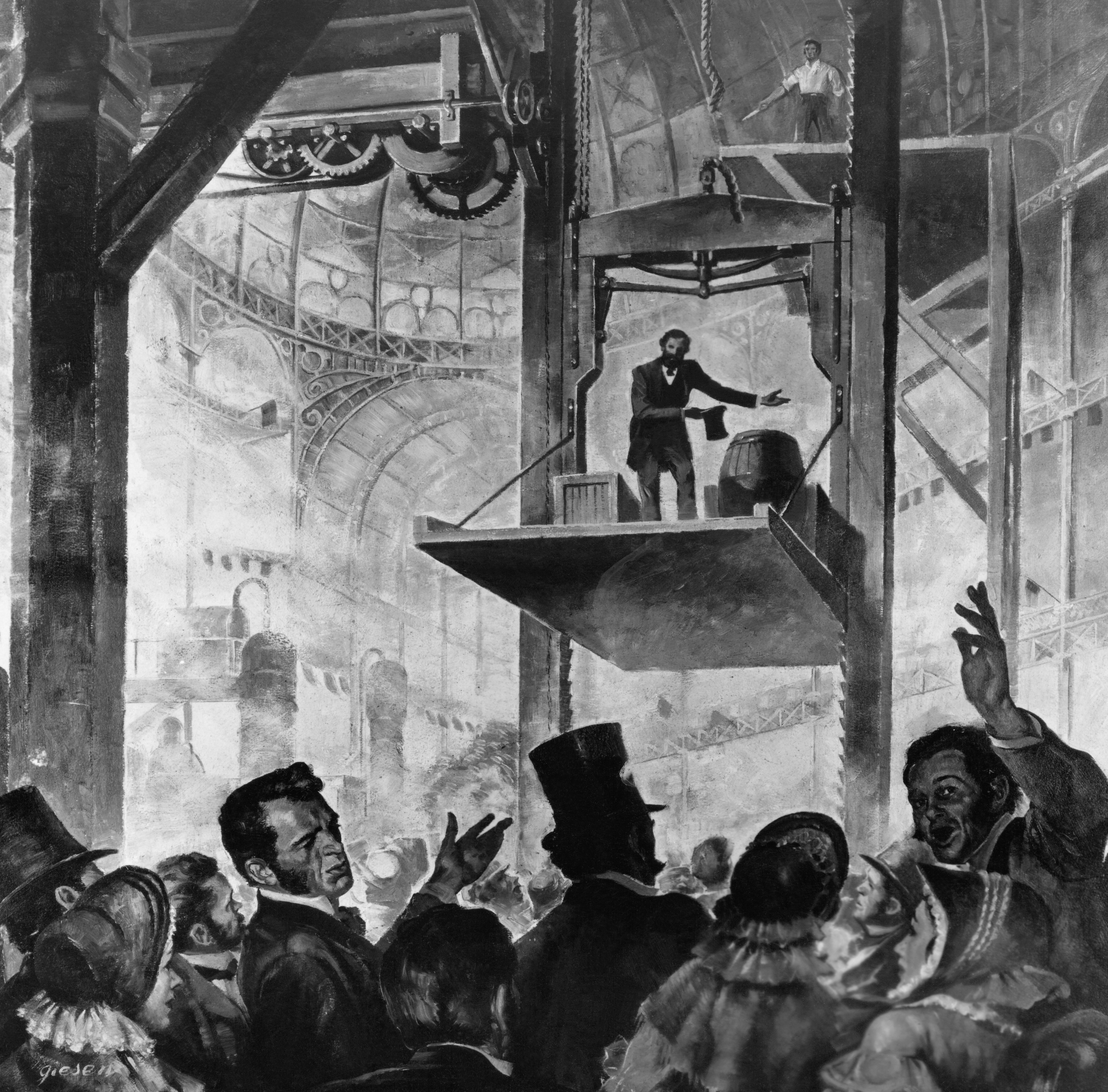
Démonstration du frein de chute par Elisha Otis au Crystal Palace en 1854.

- 26 mars : première description connue du chiffre de Playfair dans une lettre de Charles Wheatstone à Lord Playfair, une méthode manuelle de cryptographie symétrique[4].

- Mai-octobre : Elisha Otis présente à l'Exposition universelle tenue au Crystal Palace de New York son ascenseur muni d'un frein de sûreté[5].

- 8 juillet : le vapeur Pleiad, parti de Dublin le 24 mai, quitte Fernando Poo pour une expédition d'exploration, dirigée par le médecin britannique William Balfour Baikie après la mort de John Beecroft. Elle remonte le Niger et la Bénoué pendant 118 jours. Pour la première fois, la quinine est employée avec succès pour prévenir le paludisme et le Pleiad rentre en Angleterre sans aucunes pertes[6],[7].
- 22 juillet : l'astronome britannique  John Russell Hind découvre  l'astéroïde Uranie[8].
- 20 septembre-20 mai 1856 : l'explorateur britannique David Livingstone est le premier européen à traverser l'Afrique d'ouest entre Luanda en Angola et Quélimane au Mozambique[9].

- 3 octobre : l'ingénieur américain Stephen Gold obtient le premier brevet pour un radiateur à vapeur[10],[11].
- 10 décembre : dans un article lu devant la Società medico-fisica de Florence intitulé « Observations microscopiques et déductions pathologiques sur le choléra asiatique »[12], l'anatomiste italien Filippo Pacini décrit le responsable du choléra, la bactérie Vibrio cholerae qu'il a isolé[13]. Sa découverte est ignorée à cause de la prédominance de la théorie du miasme, imputant la responsabilité du choléra (et d'autres maladies dont on ne connaissait pas l'origine) à une mauvaise qualité de l'air.

- Le physicien Hermann von Helmholtz applique ses théories sur l’énergie au Soleil : les phénomènes physiques ne sont que des changements de forme de l’énergie (mécanisme de Kelvin-Helmholtz)[14].
- Le savant français Marcellin Berthelot fait la synthèse de l'alcool à partir de l'éthylène[15].

- Eugène François, un épicier parisien, invente le sucre en morceaux[16].

## Publications
- George Boole : Les Lois de la pensée.
- Alphonse Devergie : Traité pratique des maladies de la peau.
- Isidore Geoffroy Saint-Hilaire : Histoire naturelle générale des règnes organiques (1854-1862). Il utilise pour la première fois le terme éthologie[17].

## Prix
- Médailles de la Royal Society
  - médaille Copley : Johannes Peter Müller
  - Médaille royale : Joseph Dalton Hooker, August Wilhelm von Hofmann
  - Médaille Rumford : Neil Arnott (en)

- Médailles de la Geological Society of London
  - médaille Wollaston : Richard Griffith

## Naissances

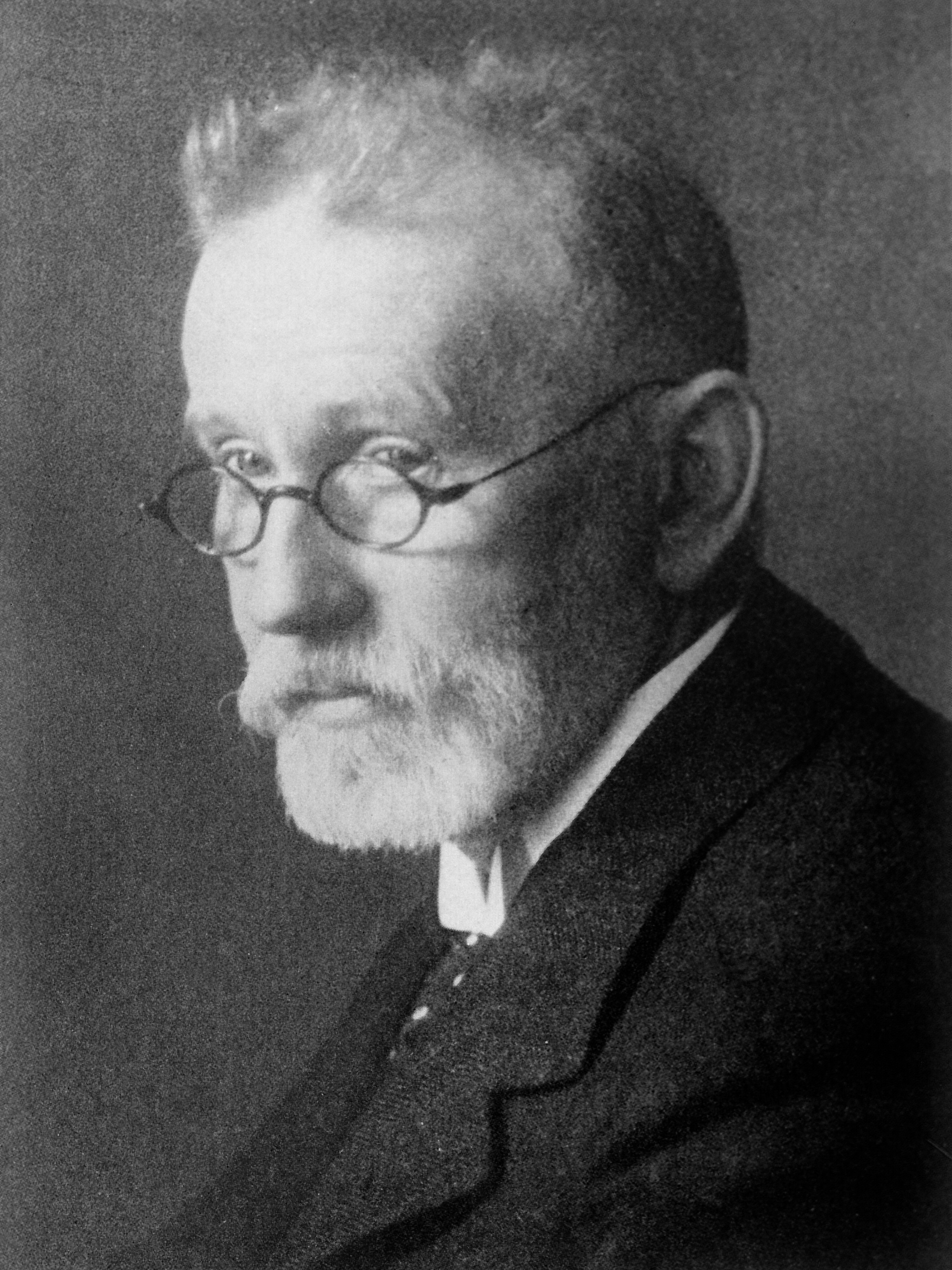
Paul Ehrlich

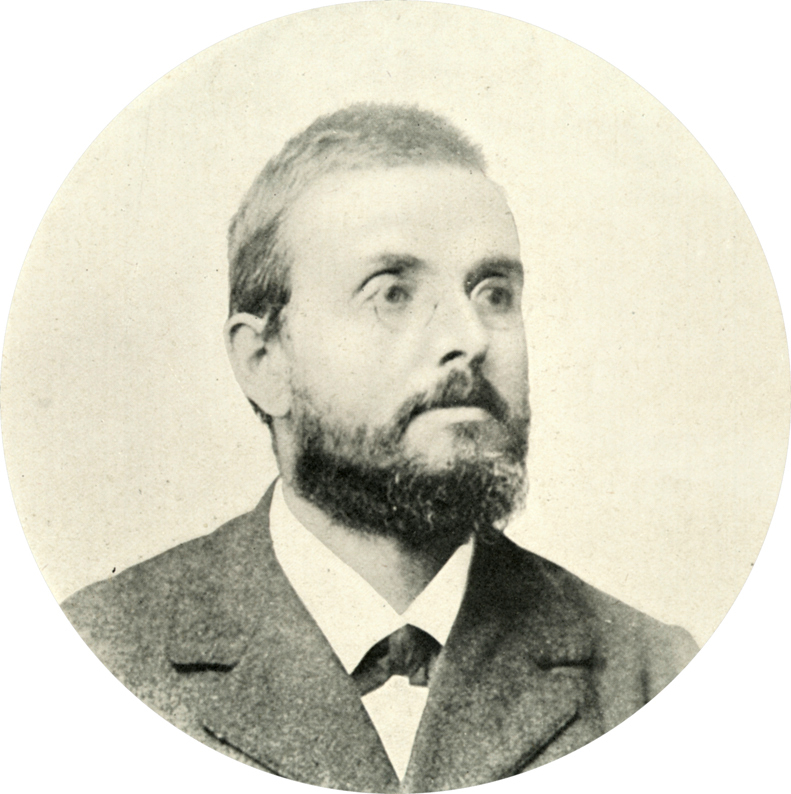
Giovanni Battista Grassi

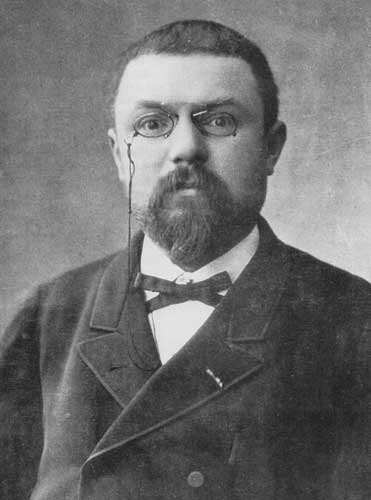
Henri Poincaré

- 1er janvier : James George Frazer (mort en 1941), anthropologue écossais.
- Joseph Alphonse Letaille (mort en 1912), militaire et voyageur français.
- 5 février : Max Schlosser (mort en 1933), paléontologue allemand.
- 16 février : Joseph Vallot (mort en 1925), astronome, géographe et mécène français.
- 14 mars : Paul Ehrlich (mort en 1915), biologiste allemand, prix Nobel de physiologie ou médecine en 1908.
- 15 mars : Emil Adolf von Behring (mort en 1917), médecin allemand.
- 27 mars : Giovanni Battista Grassi (mort en 1925), zoologiste italien.
- 15 avril : Raoul Gautier (mort en 1931), astronome suisse.
- 19 avril : Louis Capitan (mort en 1929), médecin, anthropologue et préhistorien français.
- 29 avril : Henri Poincaré (mort en 1912), mathématicien, physicien et philosophe français.
- 23 mai : Edgar Fahs Smith (mort en 1928), scientifique américain.
- 13 juin : Charles Algernon Parsons (mort en 1931), ingénieur britannique.
- 25 juin : Charles Depéret (mort en 1929), géologue et paléontologue français.
- 30 mai : Constantin Gogu (mort en 1897), mathématicien et astronome roumain.
- 1er juillet : Aristarkh Belopolsky (mort en 1934), astronome russe.
- 2 septembre : Paul Vieille (mort en 1934), chimiste français.
- 8 septembre : Heinrich Kreutz (mort en 1907), astronome allemand.
- 15 septembre : Traugott Sandmeyer (mort en 1922), chimiste suisse.
- 18 septembre : Florentino Ameghino (mort en 1911), naturaliste, paléontologue et anthropologue argentin.
- 19 septembre : Marc Le Roux (mort en 1933), écrivain, biologiste et archéologue français.
- 30 septembre : Lucien Bertholon (mort en 1914), médecin et anthropologue français.
- 3 octobre : Hermann Struve (mort en 1920), astronome allemand.
- 31 octobre : Johann Peter Adolf Erman (mort en 1937), égyptologue allemand.
- 5 novembre : Paul Sabatier (mort en 1941), chimiste français.
- 24 novembre : Edmond Théry (mort en 1925), journaliste, économiste et statisticien français.
- 27 novembre : Johan Ludvig Heiberg (mort en 1928), philologue et historien des mathématiques danois.
- 28 novembre : Dukinfield Henry Scott (mort en 1934), botaniste britannique.
- 1er décembre : William Hornaday (mort en 1937), zoologiste américain.
- 12 décembre : Georges Vacher de Lapouge (mort en 1936), anthropologue français.
- 19 décembre : Marcel Brillouin (mort en 1948), mathématicien et physicien français.
- 21 décembre : Georg Böhm (mort en 1913), géologue et paléontologue.

## Décès

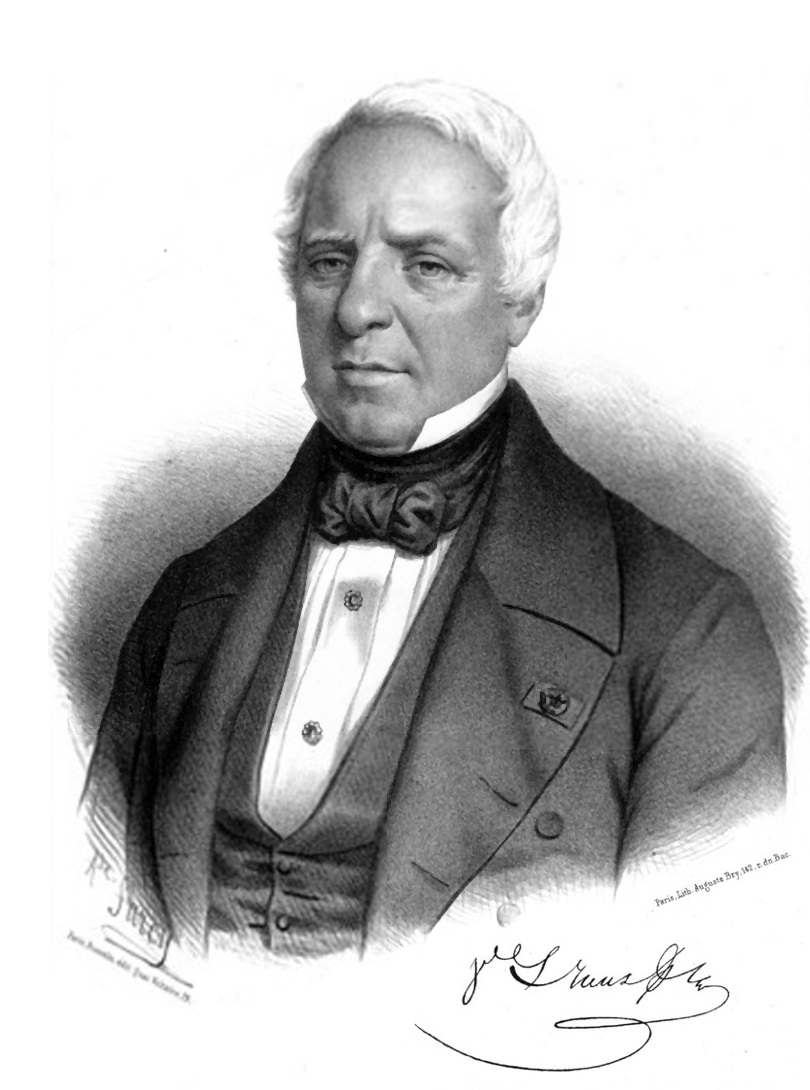
Philibert Joseph Roux

- 16 janvier : Charles Gaudichaud-Beaupré (né en 1789), botaniste français.
- 24 janvier : Pierre Philippe Urbain Thomas (né en 1776), statisticien et historien français.

- 6 mars : Caspar Georg Carl Reinwardt (né en 1773), naturaliste néerlandais.
- 23 mars : Philibert Joseph Roux (né en 1780), chirurgien français.
- 15 avril : Arthur Aikin (né en 1773), chimiste et minéralogiste anglais.
- 19 avril : Robert Jameson (né en 1774), géologue et minéralogiste écossais.
- 28 avril : Nathaniel Wallich (né en 1786), botaniste danois.

- 12 juillet : George Eastman (mort en 1932), industriel américain, inventeur des plaques photographiques au gélatinobromure d’argent.
- 17 juillet : Jean-Luc Carbuccia (né en 1808), général et archéologue français.
- 12 septembre : Charles François Brisseau de Mirbel (né en 1776), botaniste et homme politique français.

- 18 novembre : Edward Forbes (né en 1815), naturaliste britannique.
- 27 novembre : Jacques Arago (né en 1790), romancier, auteur dramatique et explorateur français.